# Katarantus różowy
Katarantus różowy, barwinek różowy, zabarwian różowy (Catharanthus roseus) – gatunek rośliny należący do rodziny toinowatych (Apocynaceae), endemicznie występujący na Madagaskarze. Popularna nazwa polska (barwinek różowy) jest myląca, wynika z pierwotnego zaklasyfikowania tego gatunku przez Karola Linneusza do rodzaju barwinek (Vinca). Później został jednak wyodrębniony rodzaj katarantus Catharanthus i do niego został zaliczony. W stanie dzikim jest gatunkiem zagrożonym. Jest uprawiany w strefie tropikalnej i subtropikalnej. W klimacie umiarkowanym jako ozdobna roślina doniczkowa i szklarniowa. Ma właściwości toksyczne, ale też wykorzystywana jest w lecznictwie w niektórych postaciach białaczki.

## Morfologia i biologia
PokrójW naturalnych warunkach jest to wiecznie zielony krzew o wysokości do 80 cm, często tworzący całe zarośla. Roślina wydziela sok mleczny, który jest silnie trujący.
LiściePojedyncze, eliptyczne, błyszczące.
Kwiaty5-płatkowe w różnych odcieniach różu, lub białe. Kwitnie przez całe lato.  W uprawie istnieją kultywary o kwiatach barwy liliowej, brzoskwiniowej lub czerwonej. Kultywary z serii 'Pacyfika' mają kwiaty o średnicy 5 cm, 'Mediteranea' ma kaskadowy pokrój. Kwiaty zapylane są przez owady, ale mogą się także zapylać same (samopylność). Opadają z rośliny jeszcze przed zwiędnięciem.
OwoceZielone, ukryte pod liśćmi. Składają się z dwóch wąskich i cylindrycznych mieszków, w których znajdują się liczne, rowkowane nasiona. Na Madagaskarze są one roznoszone są przez mrówki (myrmekochoria).

## Zastosowanie
- Roślina lecznicza. Zawiera alkaloidy: winkrystynę[10] i winblastynę. Substancje te mogą hamować rozwój żywych komórek w stadium metafazy. Dzięki temu bywają stosowane w terapii niektórych nowotworów (m.in. białaczek[11]). Zawiera również takie alkaloidy jak johimbina, ibogaina i rezerpina. W tradycyjnej medycynie chińskiej barwinek różowy był stosowany w leczeniu chorób takich jak ziarnica złośliwa, malaria, cukrzyca i innych[12].

- Roślina ozdobna. W krajach o ciepłym klimacie (strefy mrozoodporności 9-12) jest uprawiana jako roślina ogrodowa[13]. W Polsce jest uprawiany jako roślina pokojowa[9].

## Uprawa
WymaganiaWymaga silnego oświetlenia, w miejscu zacienionym nie kwitnie. Najlepiej rozwija się na parapetach okiennych. W okresie letnim może być wystawiony na zewnątrz pomieszczeń (po zahartowaniu). Podłoże typowe dla roślin doniczkowych: próchniczne z dodatkiem piasku i drenażem na dnie doniczki. W warunkach klimatycznych Polski najlepiej jest uprawiać go jako roślinę jednoroczną. Można go przetrzymać przez zimę w chłodniejszym pomieszczeniu (15-18O C), ale uprawia się nie dłużej niż 2-3 lata, starsze okazy stają się nieładne.
Zabiegi uprawowePodlewa się tak często, by ziemia w doniczce była stale wilgotna. Zimą podlewa się bardzo mało. Nawozi się wiosną i latem raz na 2-3 tygodnie nawozami do roślin kwiatowych, ostatni raz w sierpniu.
RozmnażanieZ nasion lub sadzonek pędowych. Nasiona wysiewa się wiosną do podłoża z torfu i piasku, trzyma w ciepłym pomieszczeniu. Sadzonki pędowe pobiera się wiosną i ukorzenia. Ukorzeniają się łatwo. Młodym roślinom ustrzykuje się wierzchołki, aby się rozkrzewiały.

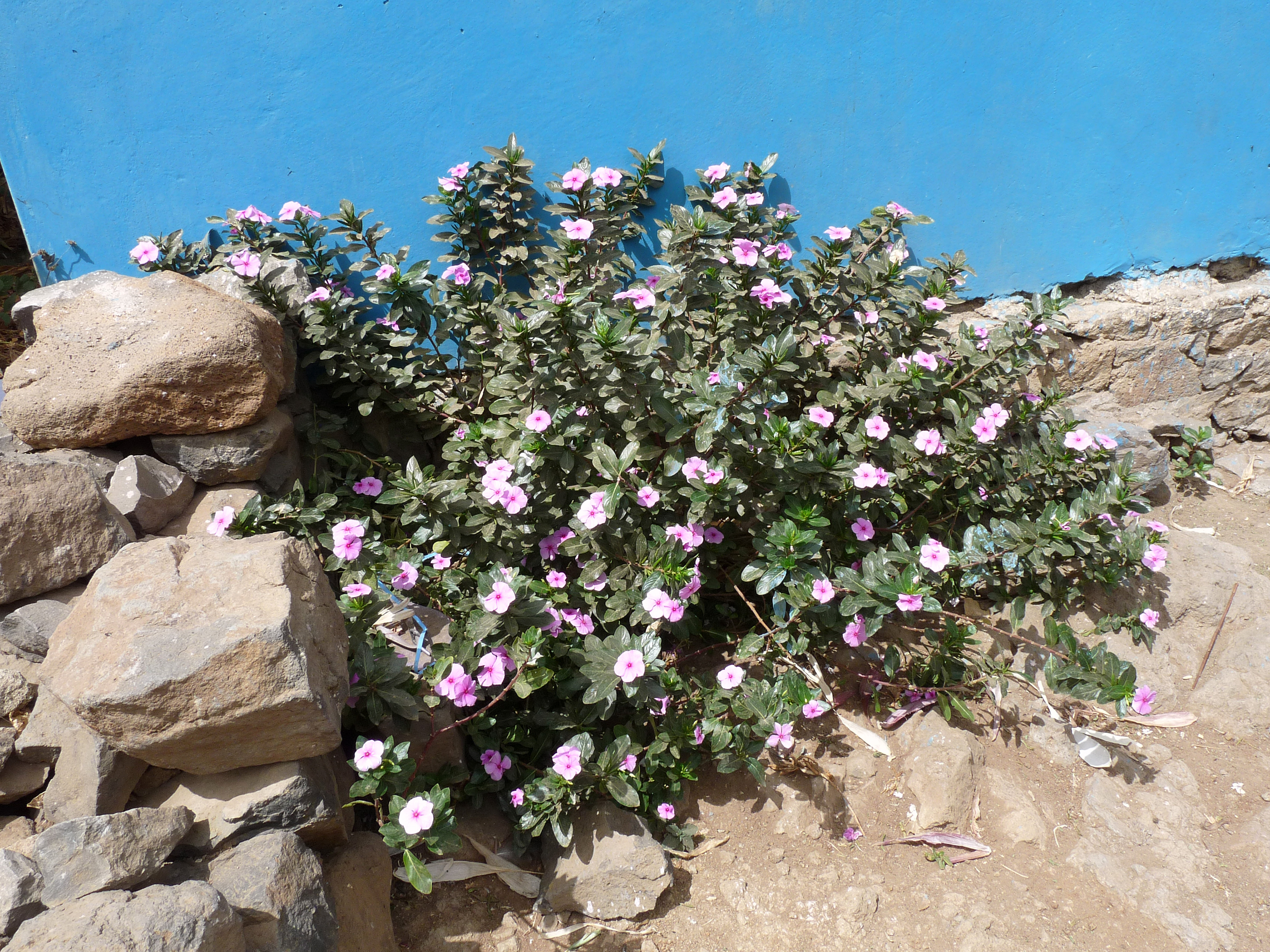
Na naturalnym siedlisku na Madagaskarze
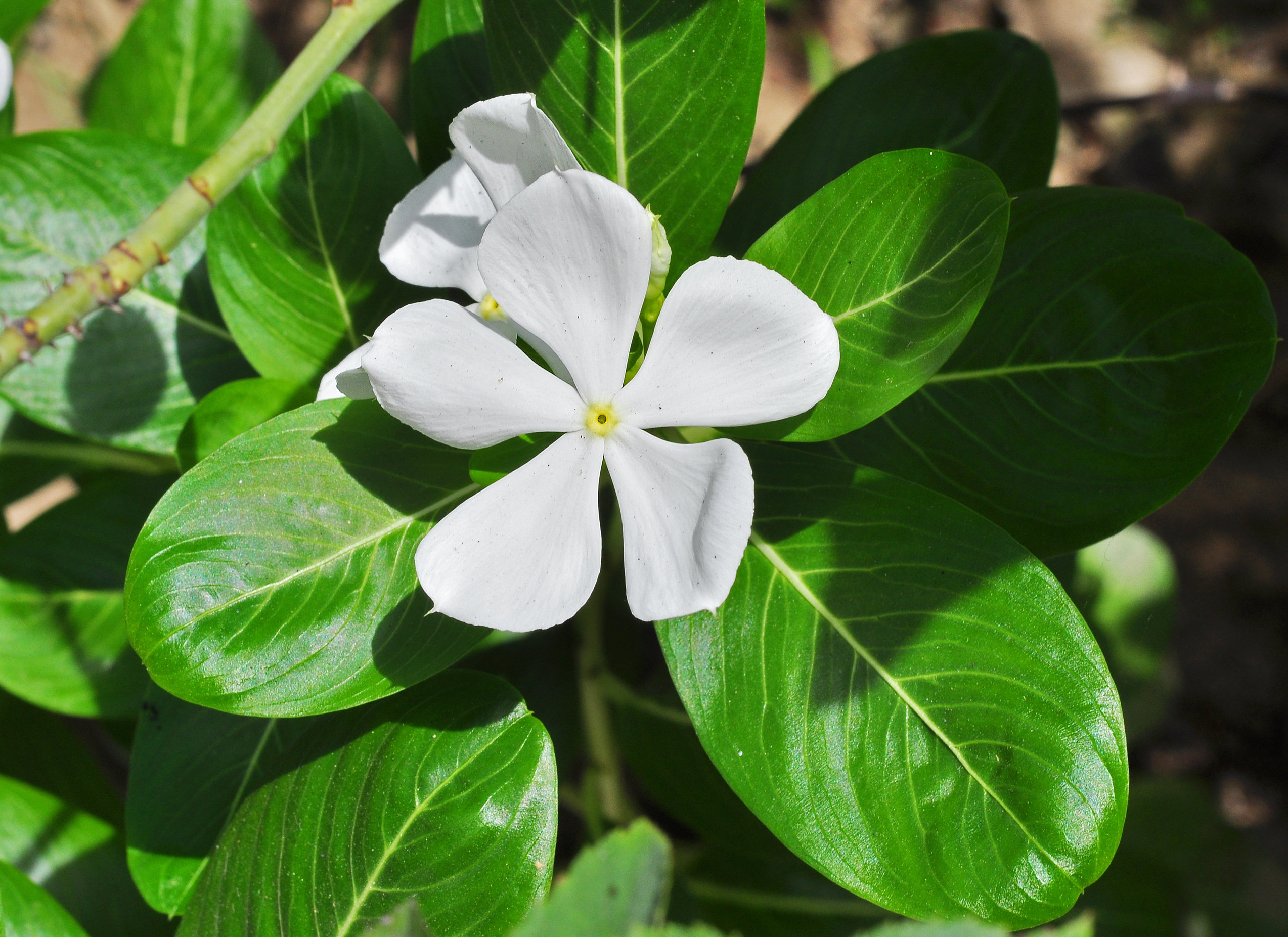
Kultywar o białych kwiatach
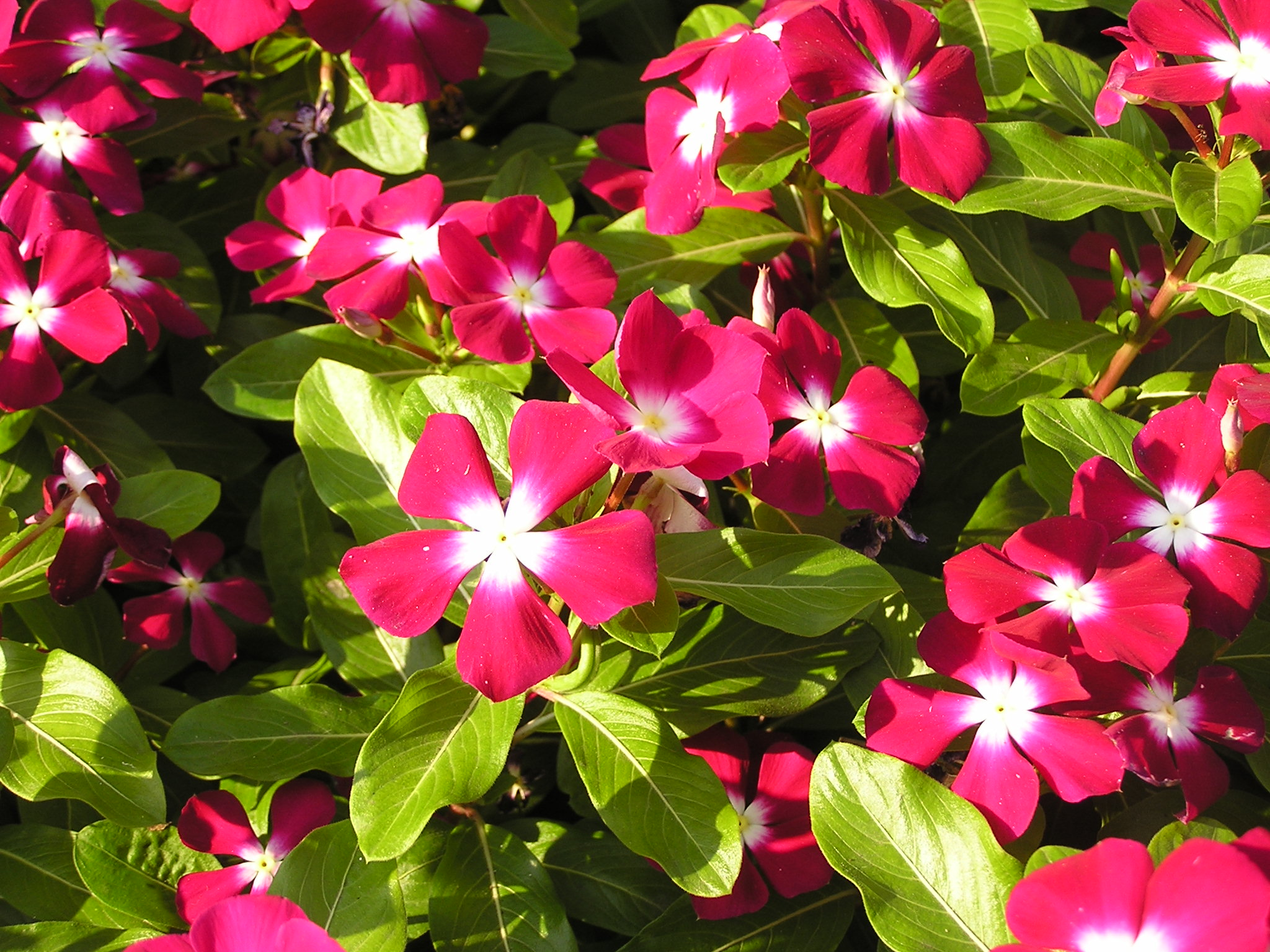
Kultywar o czerwonych kwiatach
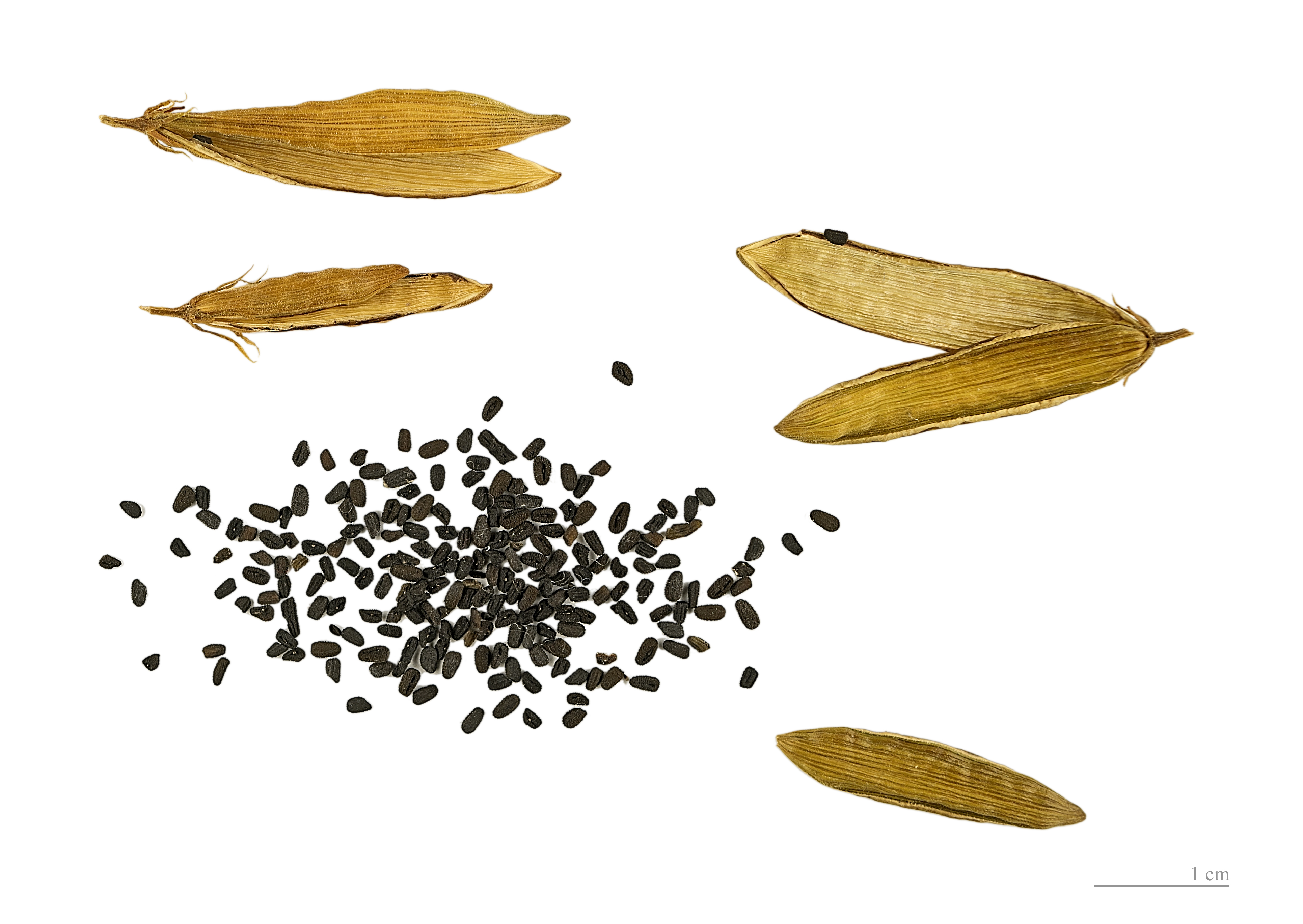
Owoce i nasiona